# Carlo Marelli
Carlo Marelli (Como, 29 giugno 1899 – ...) è stato un calciatore italiano, di ruolo difensore o centrocampista.

## Caratteristiche tecniche
Giocava come terzino o mediano.

## Carriera
Di professione panettiere, inizia giovanissimo l'attività tra i liberi, nella squadra degli Ex Martinitt. Al termine della prima guerra mondiale completa il servizio militare a Piacenza, e nello stesso periodo fa parte della rosa del Piacenza nel campionato di Promozione 1919-1920, il primo disputato dai biancorossi emiliani e concluso con la vittoria nel girone emiliano. Con il Piacenza nella stagione 1920-1921 gioca 8 partite in Prima Categoria, la massima serie dell'epoca. Nella stagione successiva passa al Como, con cui gioca 12 partite nel campionato di Prima Categoria 1921-1922 prima di far ritorno all'Esperia, nuova denominazione degli Ex Martinitt dove resta fino al 1926. Chiude nel campionato di Prima Divisione 1926-1927 con un'ultima apparizione nelle file della Comense.